# Ana, Duquesa de Cumberland e Strathearn
Ana, Duquesa de Cumberland e Strathearn (nascida Anne Luttrell; Marylebone, 24 de janeiro de 1743 — Trieste, 28 de dezembro de 1808) foi a esposa de Henrique, Duque de Cumberland e Strathearn.

## Família
Ana era filha era a terceira filha e criança nascida do anglo-irlandês Simon Luttrell, 1.° Conde de Carhampton, um membro do Parlamento da Câmara dos Comuns, e de Judith Maria Lawes. Seus avós paternos eram o soldado irlandês jacobita, Henry Luttrell, e Elizabeth Jones. Seus avós maternos eram Nicholas Lawes, governador da Jamaica, e Elizabeth Lawley.
Ela teve sete irmãos, que eram: Lucy Luttrell, esposa do capitão Edmund Joshua Moriarty; Elizabeth Luttrell; Henry Luttrell, 2.° Conde de Carhampton, um soldado; John Luttrell-Olmius, 3.° Conde de Carhampton, comandante naval; James Luttrell, um oficial da Marinha Real Britânica; Temple Simon Luttrell, e Thomas.

## Biografia
O seu primeiro marido foi o plebeu Christopher Horton (ou Houghton) de Catton Hall, em Derbyshire, com quem se casou em 4 de agosto de 1765. Ela passou a ser conhecida como Anne Horton. O casamento não resultou em filhos.
Mais tarde, Ana casou-se com Henrique, Duque de Cumberland e Strathearn em Hertford Street, em Londres, em 2 de outubro de 1771. A noiva tinha 28 anos, e o noivo, 25. Henrique era filho de Frederico, Príncipe de Gales e de Augusta de Saxe-Gota-Altemburgo, e portanto neto do rei Jorge II da Grã-Bretanha e da rainha Carolina de Brandemburgo-Ansbach. O casal não teve filhos.

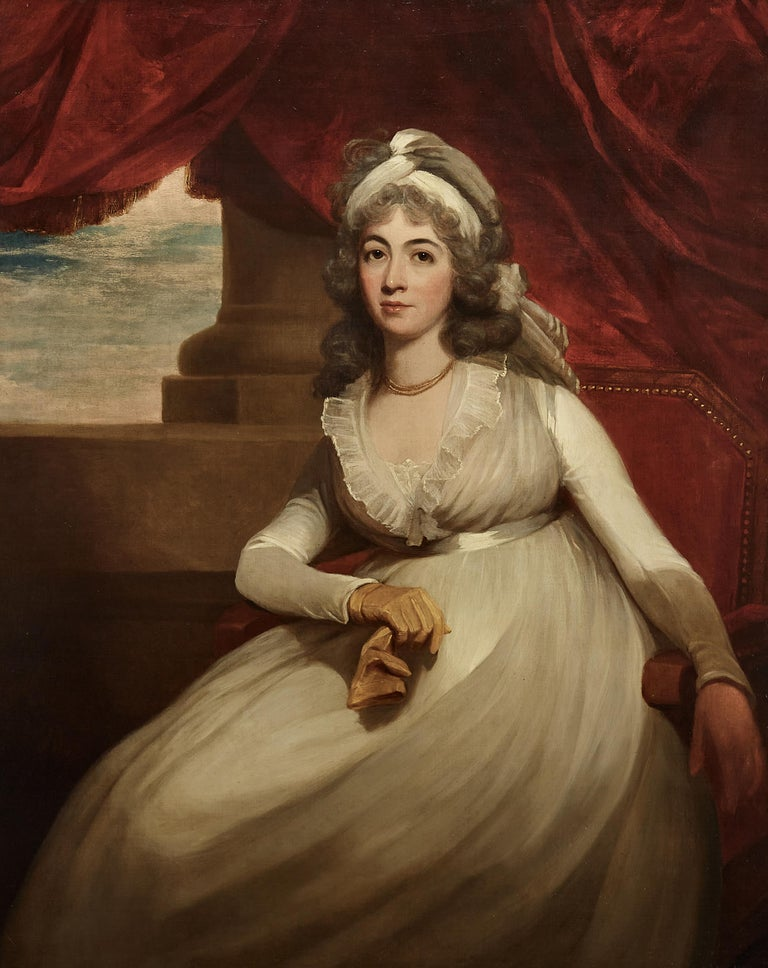
A duquesa em retrato pintado no final do século XVIII, provavelmente por Martin Archer Shee.

Dado a posição social de plebeia da nova duquesa, o casamento não foi aprovado pelo rei Jorge III, irmão de Henrique, que promulgou o Ato de Casamento Reais de 1772, no qual era estabelecido que qualquer descendente do rei Jorge II não poderia ser casar sem o consentimento do soberano atual. Vigente desde o século XVIII, a lei foi anulada devido ao Ato de Sucessão a Coroa de 2013.
Ana e Henrique estabeleceram um salão em Cumberland House, que se tornou famoso na cidade de Londres. Essa corte não oficial ganhou muitos seguidores, e, assim, o duque e a duquesa viveram no luxo, até que a saúde de Henrique forçou o casal e se mudar de Londres para Brighton, em 1779. Com as finanças diminuindo de tamanho, os dois, mais uma vez, viajaram para a Europa, e somente retornaram de vez para a Inglaterra em 1786, onde permaneceram até a morte do príncipe.
O duque morreu em 18 de setembro de 1790, aos 44 anos de idade. Viúva, a duquesa acabou contraindo muitas dívidas e teve de vender as posses do marido, e também entregou Cumberland House para os bancos com hipoteca na casa, em 1800.
A duquesa viúva faleceu, aos 65 anos, na data de 28 de dezembro de 1808, em Trieste, na Itália.

## Títulos e estilos
- 24 de janeiro de 1743 – 4 de agosto de 1765: Srta. Anne Luttrell
- 4 de agosto de 1765 – 13 de outubro de 1768: Sra Christopher Horton
- 13 de outubro de 1768 – 2 de outubro de 1771: A Honorável Senhora Horton
- 2 de outubro de 1771 – 28 de dezembro de 1808: Sua Alteza Real A Duquesa de Cumberland e Strathearn